# Josef Ressel
Joseph Ludwig Franz Ressel (en txec:Josef Ludvík František Ressel; 29 de juny de 1793 – 9 d'octubre de 1857) va ser un alemany bohemi que va dissenyar una de les primeres hèlixs per a vaixells.

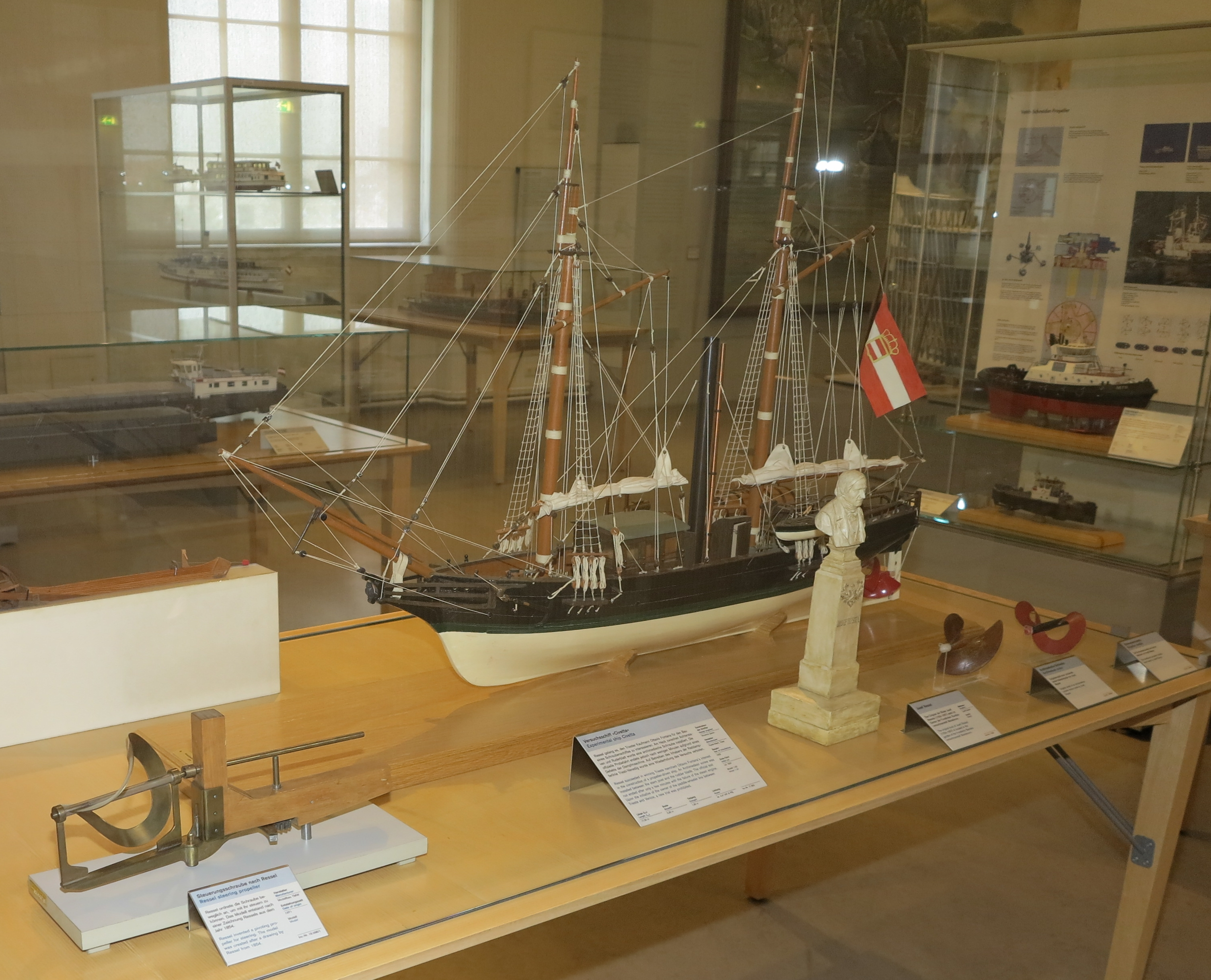
Josef Ressel, Technisches Museum Wien

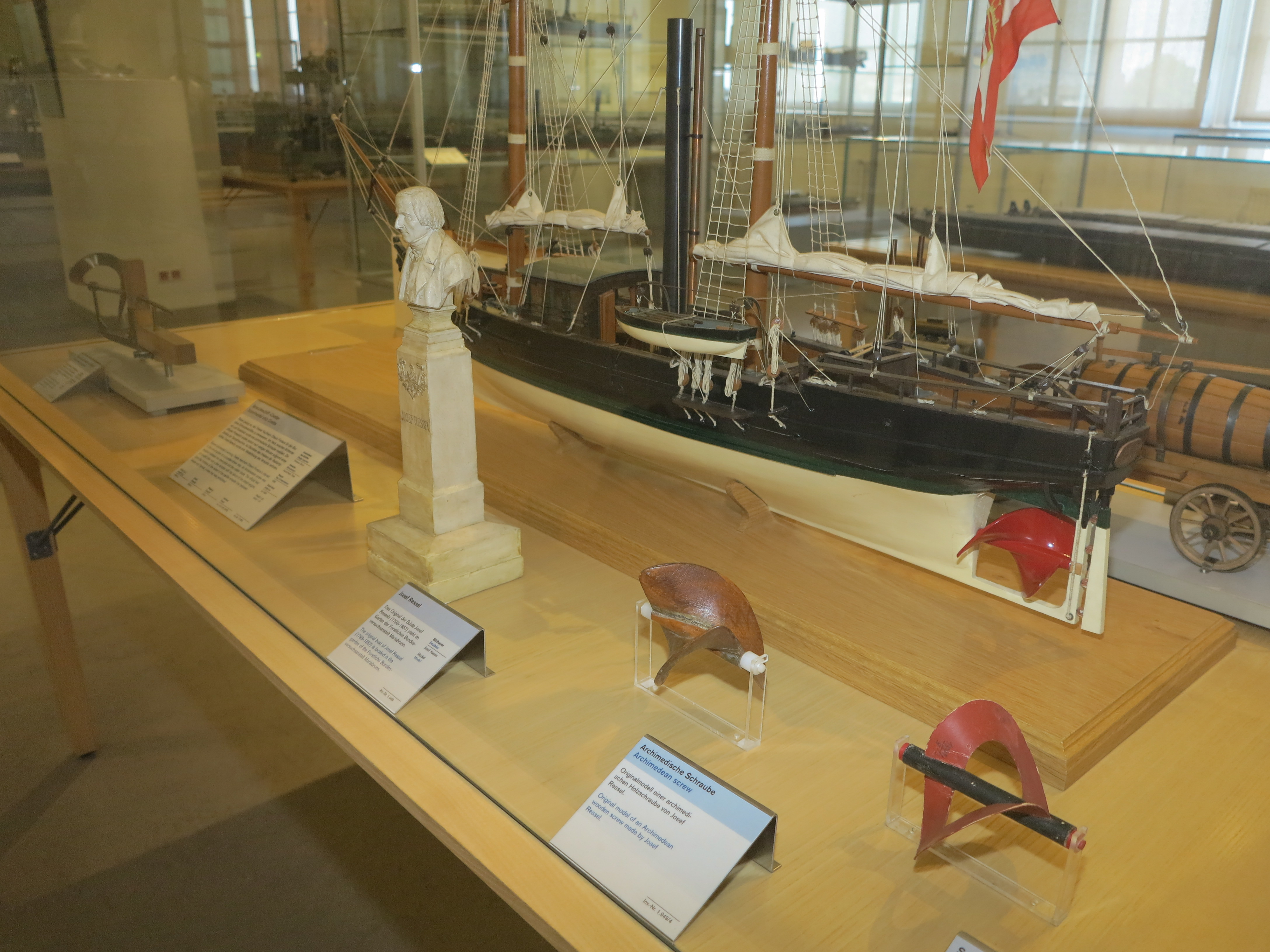
Primera barca amb hèlix, Technisches Museum Wien

El pare de Ressel era parlant nadiu alemany i la seva mare parlant de txec. Ressel va estudiar al Gymnassium de Linz, a l'escola d'artilleria de České Budějovice, a la Universitat de Viena i a l'acadèmia forestal de Mariabrunn prop de Viena.
Va patentar l'hèlix marina l'any 1827. Modificà la barca de vapor anomenada Civetta el 1829 i en va fer una prova al port de Trieste però el motor de vapor va acabar explotant, i la policia li prohibí seguir fent aquestes proves, encara que actualment se sap que l'explosió no la va produir l'hèlix que provava.